# Seth Putnam
Seth Edward Putnam (Boston, 15 mei 1968 – 11 juni 2011) was een Amerikaans zanger en oprichter van de grindcore band Anal Cunt. Hij stond ook aan de basis van de band Vaginal Jesus.
Putnam was vooral bekend vanwege zijn extreme songteksten die ofwel choquerende en beledigende, ofwel een morbide vorm van humor tentoonspreidde. Putnam was ook actief bij verschillende andere bands zoals Pantera waar hij de achtergrondzang verzorgde voor het album The Great Southern Trendkill.

## Biografie
Putnam werd geboren in Boston, Massachusetts. Hij trouwde twee keer. In het midden van de jaren '80 speelde hij basgitaar in de thrashmetalband Executioner. In 1997 schreef Seth Putnam het nummer You're In A Coma met een erg spottende en kwetsende tekst over mensen in coma. Op 12 oktober 2004 belandde Putnam zelf in een coma na inname van een cocktail van crack, alcohol, heroïne en een overdosis zolpidem. Hieruit ontwaakte hij en hij herstelde quasi volledig.
Hij overleed op 11 juni 2011 op 43-jarige leeftijd, vermoedelijk aan een hartaanval.

## Projecten
Putnam nam deel aan verscheidene muzikale projecten waarvan hij er verschillende zelf oprichtte. Hij was de leadzanger van onder andere Anal Cunt en Vaginal Jesus
Projecten waar Putnam aan deelnam:
- Angry Hate
- Satan's Warriors
- Impaled Northern Moonforest
- Shit Scum
- Full Blown A.I.D.S.
- Death's Head Quartet
- Cuntsaw
- You're Fired
- Adolf Satan
- Upsidedown Cross
- Executioner
- Post Mortem
- Siege
- Sirhan Sirhan
- Insult
- Person Killer
- Vaginal Jesus
- Anal Cunt

- Bibsys: 11084869
- Library of Congress Control Number: no97042349
- MusicBrainz: 5d06d531-0684-4f84-87a7-4ae182cbded2
- Virtual International Authority File: 36523574
- WorldCat: E39PBJvCKhyQh9YT4WYdpqjwG3